# Al-Mina'a SC
Der Al-Mina'a Sports Club (arabisch نادي الميناء الرياضي, DMG Nādī l-Mīnāʾ ar-riyāḍī) ist ein 1931 gegründeter irakischer Sportverein aus Al Maqal im Gouvernement Basra. Aktuell (Stand Juli 2025) spielt der Verein in der ersten Liga.

## Erfolge
- Irakischer Meister: 1977/78
- Irakischer Vizemeister: 2004/05
- Irakischer Zweitligameister: 1986/87, 1989/90, 2022/23

### Sonstige Erfolge
- Iraq FA Basra Premier League: 1948/49, 1962/63
- King Cup: 1947/48, 1952/53
- Hanna Al-Sheikh Cup: 1947/48, 1950/51
- Al-Minaa Cup: 1948–49, 1949–50
- Al-Shamkhany Cup: 1947/48, 1948/49
- Thaghr al-Iraq Championship: 2009
- Sabeeh Abed Ali Cup: 2004
- Peace and Friendship Cup: 2004
- Basra Mutasarrif Cup: 1956
- Basra Mutasarrif Cup: 1956
- Regent's Cup: 1949/50
- Asfar Knockout Cup: 1948/49

## Stadion
Der Verein trägt seine Heimspiele im Al-Minaa Olympic Stadium in Basra aus. Das Stadion hat ein Fassungsvermögen von 30.000 Personen.

## Trainer
| Trainer            | Nation   | von                | bis               |
| ------------------ | -------- | ------------------ | ----------------- |
| Ingvard Hansen     | Dänemark | 1. Juli 1961       | 30. Juni 1963     |
| Abdul-Mahdi Hadi   | Irak     | 16. Juni 1978      | 17. Mai 1979      |
| Hadi Ahmed         | Irak     | 1. Juli 1990       | 30. Juni 1992     |
| Hadi Ahmed         | Irak     | 1. Juli 1998       | 30. Juni 1999     |
| Hadi Ahmed         | Irak     | 1. Juli 2000       | 30. Juni 2001     |
| Jamal Ali          | Irak     | 21. September 2013 | 30. Dezember 2013 |
| Hussam Al-Saed     | Syrien   | 15. Januar 2015    | 7. Juni 2016      |
| Marin Ion          | Rumänien | 4. Juli 2016       | 18. April 2017    |
| Fajer Ebrahim      | Syrien   | 5. September 2017  | 11. Dezember 2017 |
| Emad Aoda          | Irak     | 25. Februar 2019   | 24. Mai 2019      |
| Valeriu Tița       | Rumänien | 23. Juli 2019      | 18. Januar 2021   |
| Basim Qasim        | Irak     | 1. Juli 2022       | 30. Juni 2023     |
| Qahtan Chathir     | Irak     | 7. August 2023     | 4. November 2023  |
| Asaad Abdul Razzaq |          | 5. November 2023   | 18. November 2023 |
| Hassan Ahmed       | Irak     | 19. November 2023  | 30. Juni 2024     |
| Pablo Grandes      | Spanien  | 29. Juli 2024      | 13. Februar 2025  |
| Hussam Al-Saed     | Syrien   | 16. Februar 2025   |                   |

## Andere Sportarten
In dem Sportclub werden außer Fußball noch andere Sportarten angeboten:
- Futsal
- Basketball
- Leichtathletik
- Taekwondo
- Karate
- Wrestling
- Gewichtheben
- Boxen
- Bodybuilding
- Fußballtennis